# Eduardo Nouvilas
Eduardo Nouvilas i Alsina nascut a A Corunya el 17 de juliol de 1821. El seu pare, natural de Figueres, també militar va ascendir fins al grau de coronel.
Militar de formació com el seu pare, va participar activament a la guerra dels matiners (2a guerra Carlina) a la zona de la Catalunya central i a la província de Girona, com a comandant segon de la Compañia de Cazadores del Principe, on va destacar essent promocionat al fina de la guerra al càrrec de Tinent Coronel (1849).
També va participar en la 1a guerra del Marroc (1859-60) com a comandant del regiment d'infanteria de granada.
Acabada la guerra torna a la península i és nomenat primer comandant del batallon provincial de Barcelona on viurà fins al 1864 quan es trasllada a Madrid al capdavant del Batallon de cazadores nº2 de Madrid.
El 25 de setembre de 1869 és nomenat general de Brigada i el 14 de febre de 1872 ja en plena tercera guerra Carlina és nomenat mariscal de Camp.
El 9 de febrer, el govern de la 1a república el nomena, governador militar de la província de Girona.
Serà aquí on Nouvilas serà protagonista d'un dels fets d'armes més transcendentals de la guerra a Catalunya, La batalla del Toix.
En aquest moment la situació a la província és molt complicada ja que després de la proclamació de la república les forces carlines han guanyat molt de suport i controlen bona part de la província. Així al cap de poc d'arribar Nouvilas, a Sarrià de Ter, descobreix que els carlins han tornat a atacar Olot i els defensors liberals s'han hagut de refugiar als edificis de l'hospici i l'Església de Sant Esteve on s'han fet forts.
Nouvilas remet la informació a la comandància de Barcelona i rep l'ordre de socórrer la ciutat al capdavant d'una columna, al mateix temps, una altra columna sota les ordres del general Mendiviela havia de sortir de Vic i a través del camí ral arribar a Olot des d'Osona.
Així al capdavant d'una columna formada per uns 2500 homes marxa fins a Banyoles on descobreix que la ruta per Mieres està fortament defensada pels carlins, per aquest motiu opta per continuar cap a Besalú i Castellfollit. A l'alçada de Tortellà però, descobreix que Castellfollit també està fortament defensat pels carlins i, acompanyat per voluntaris del poble, decideix rodejar Castellfollit per la serra que separa Castellfollit d'Oix.

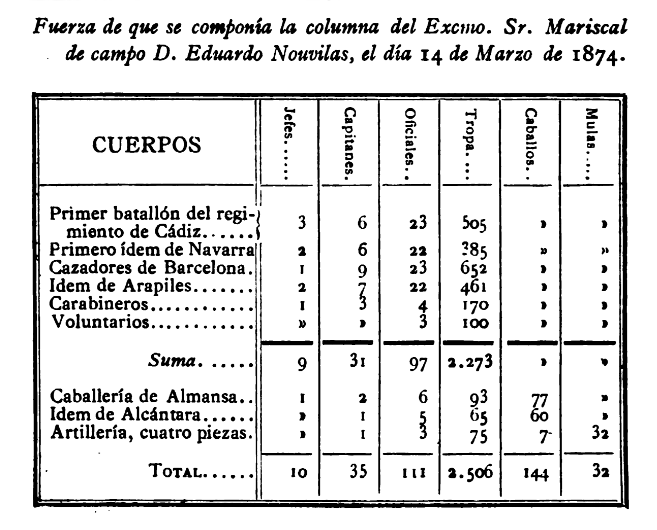
Relació de forces de la columna del general Nouvilas

Des de Montagut la columna accedeix cap al coll de Palomeres i ressegueix la carena en direcció a Toralles, des d'on a través del vall del Bac volien arribar a Castellar de la Muntanya i, des d'allà a Sant Joan les Fonts. Abans d'arribar-hi, però, els carlins a les ordres de Savalls comencen a atacar la columna des de múltiples direccions fins que els obliguen a aturar-se a dalt de la serra del Toix. Allà, amb l'ajuda de l'artilleria mantenen a ratlla els atacs carlins durant unes hores, fins ben entrada la tarda. La intenció de Nouvilas era de fer-se forts a la muntanya i passar-hi la nit a l'espera que la columna procedent de Vic arribés a Olot i un cop alliberada la ciutat els poguessin socórrer.
Tot i això, el cansament generalitzat dels soldats, una confusió en les municions dels fusells, i una càrrega a baioneta dels carlins van acabar provocant el pànic entre la tropa que va abandonar les posicions i va fugir en desbandada en direcció a la Vall del Bac.
El general Nouvilas i un reduït grup de soldats que el seguien van intentar trencar el setge i arribar a Olot, però van ser rodejats i es van rendir prop de la casa de la Devesa, pujant a Castellar de la Muntanya.
Un cop presoners van ser conduïts a Castellfollit, on el general Savalls havia establert el seu quarter. Van ser dividits en grups i repartits pel territori que controlaven els carlins. Alguns també es van unir a les files carlines.
Els fets del Toix van suposar la major victòria carlina en tota la guerra i va suposar la captura de 4000 fusells, 10 peces d'artilleria, una gran quantitat de munició, 200 cavalls i 6000 duros.
A més després de la derrota de Nouvilas, la columna de Mendiviela desisteix d'avançar cap Olot i la ciutat es rendeix el dia 19.
Amb la capitulació d'Olot es van rendir també moltes altres places dels voltants, portant els carlins al seu moment de màxima esplendor en tota la guerra.
Nouvilas, passarà un any com a presoner, primer el porten al mas de Cal Xicoi, més endavant a Olot, Vallfogona, al Castell de Montesquiu, Vidrà i la Seu d'Urgell.
Durant el seu captiveri un dels episodis més macabres serà el que tingué lloc el 17 de juliol de 1874 a Llaers quan se separaran els carabiners (uns 75) de la resta de presoners per afusellar-los. Ja abans prop de Besalú s'havien afusellat els voluntaris de Tortellà que acompanyaven la columna.
Finalment, el 17 de març de 1875 en un intercanvi de presoners, Nouvilas és alliberat. No obstant quedarà pendent d'un consell de guerra pels fets del Toix. El consell de guerra se celebrarà un any més tard el 23 de març de 1876. Amb la guerra ja acabada Nouvilas és amonestat per unanimitat pel tribunal.
L'1 de juliol de 1883  va morir a Barcelona.